# Niepylak żółtoskrzydły
Niepylak żółtoskrzydły (Archon apollinus) – gatunek motyla dziennego z rodziny paziowatych (Papilionidae), występujący w Europie Południowej i na Bliskim Wschodzie.
U tego euroazjatyckiego gatunku nie występuje dymorfizm płciowy. Skrzydła przednie są szaro-białe z ciemnymi większymi plamami przy przednim brzegu. Skrzydła tylne odznaczają się barwą jasnoszarą z grafitową obwódką. Obwódkę tę zdobią czarne oczka z błękitnym wnętrzem i czerwonymi przepaskami po stronie tułowia. Rozpiętość skrzydeł od 4,5 do 5,5 cm. Gąsienice zjadają liście kokornakowatych. Motyle lubią przebywać w gajach oliwnych i winnicach, szybują nisko nad ziemią. Gatunek występuje m.in. w Bułgarii, Grecji i Turcji.

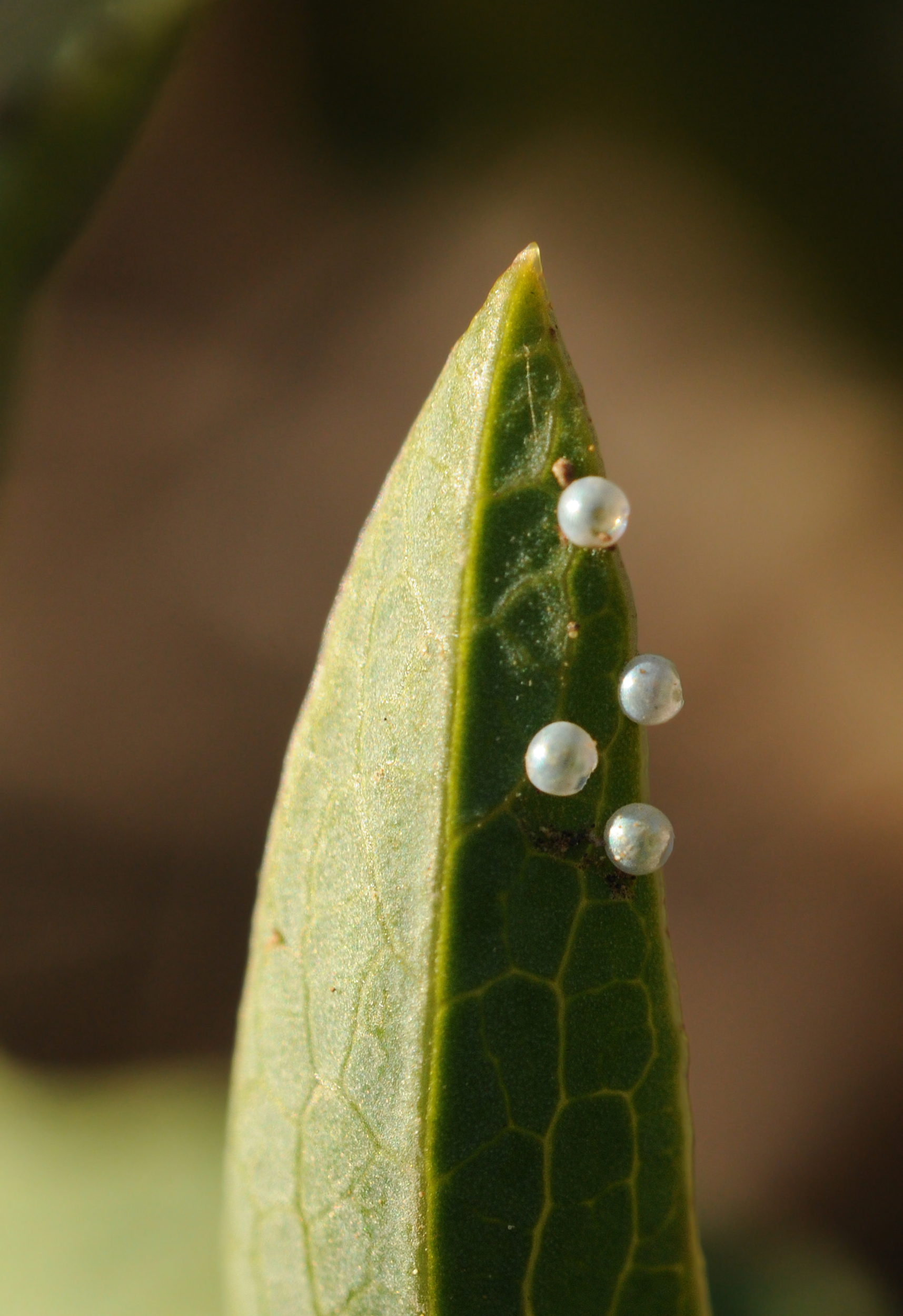
jaja
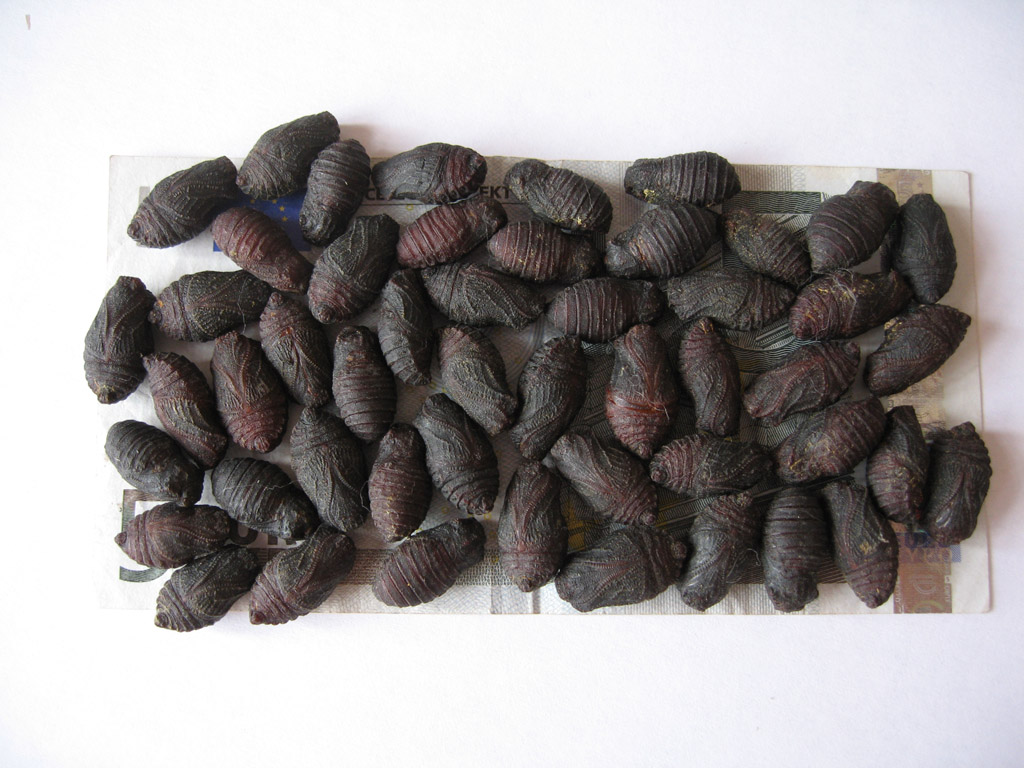
stadium spoczynkowe
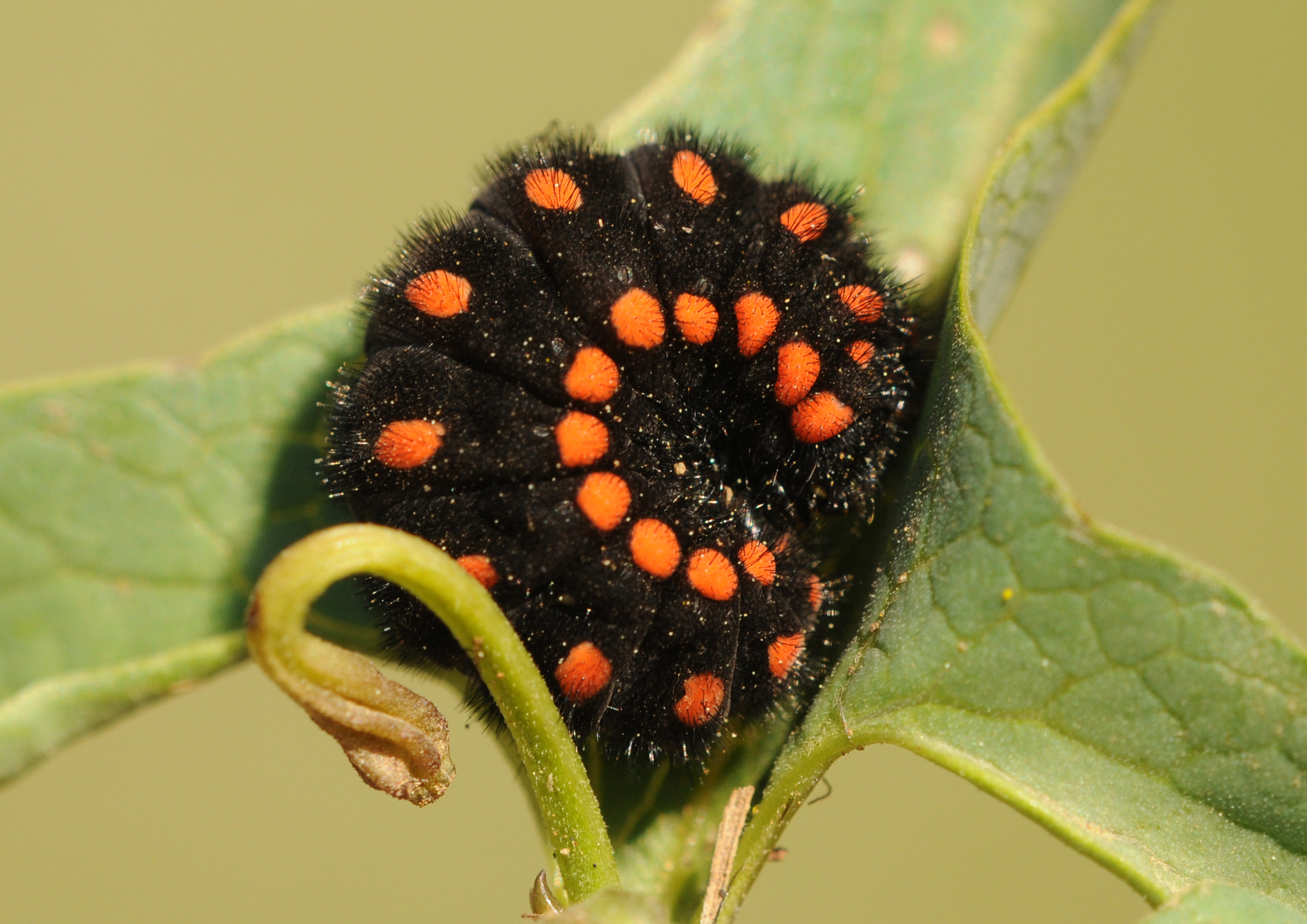
stadium larwalne
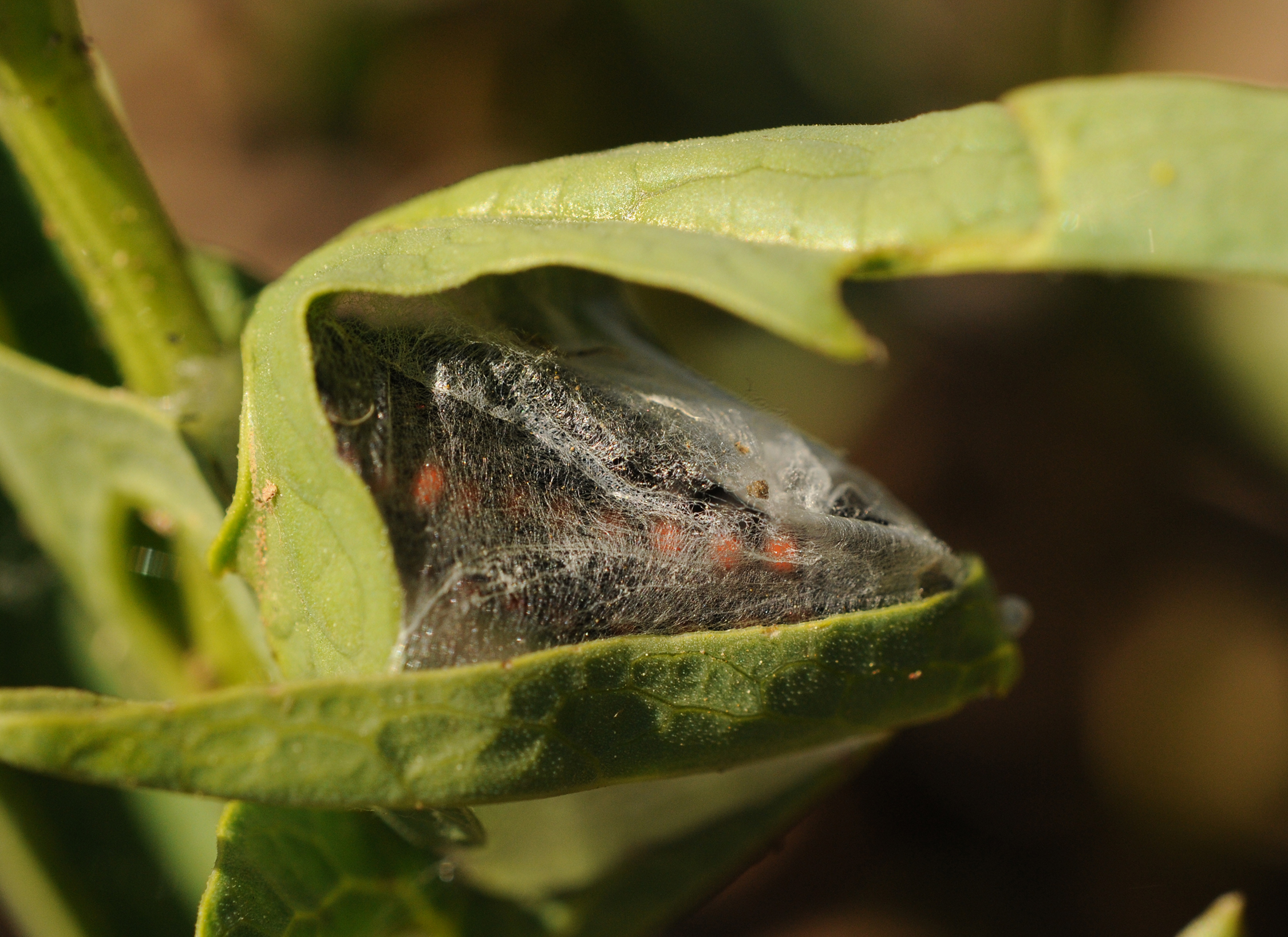
larwa